# Nemertesia tropica
Nemertesia tropica är en nässeldjursart som beskrevs av Ramil och Vervoort 2007. Nemertesia tropica ingår i släktet Nemertesia och familjen Plumulariidae. Inga underarter finns listade i Catalogue of Life.